# Silesia (Zeitung)
Silesia war eine von 1862 bis 1937 erschienene deutschsprachige Zeitung und das Presseorgan der Deutschliberalen Partei in Österreichisch-Schlesien.
Die Zeitung wurde erstmals 1862 an der Stelle zweier Zeitungen veröffentlicht: der Troppauer Zeitung für Westschlesien aus Troppau und des Schlesischen Anzeigers für Ostschlesien (Teschener Schlesien) aus Teschen. Als der Gründer gilt Karl Prochaska aus Teschen, der den Schlesischen Anzeiger vom 19. Mai 1860 bis 1861 druckte und 1878 zum Chefredakteur wurde. Ab dem Jahr 1873 wurde sie zweimal pro Woche veröffentlicht, ab 1877 dreimal, später täglich. Sie wurde in der Schwabacher gedruckt.
Silesia war die beliebteste Zeitung u. a. des deutschsprachigen Bürgertums Teschens sowie in der Bielitz-Bialaer Sprachinsel.